# Guanmao
El guanmao o gorro oficial manchú (Qing), (en chino tradicional, 清代官帽; pinyin, qīng dài guān mào), fue el sombrero usado por los oficiales en la dinastía Qing (1644-1912) en China. Consiste en un gorro con forma de casco hecho de terciopelo negro para el invierno, o ratán u otros materiales para el verano, ambos con un botón en la parte de arriba. El botón o nudo pasaba a ser un fastigio las ceremonias oficiales realizadas por el emperador. Los oficiales tenían que cambiar la parte de arriba del sombrero en función de si asistían a ceremonias informales o negocios cotidianos. Se extendían borlas de seda roja por el fastigio para cubrir el sombrero, y podía colocarse en la parte de atrás una pluma grande de pavo real (con uno a tres «ojos»), si el emperador ameritaba llevarlo.
El color y la forma del fastigio dependía del rango de quien lo llevaba. La realeza y la nobleza usaban una cantidad de perlas. Un oficial de primer rango usaba una bola roja translúcida (originalmente rubí); el segundo rango, una bola roja sólida (originalmente coral); el tercer rango, una bola azul translúcida (originalmente zafiro); el cuarto rango, una bola azul sólida; el quinto rango, una bola blanca translúcida (originalmente cristal); y el sexto rango, una bola blanca sólida (originalmente madreperla). Los oficiales del séptimo al noveno rango llevaban bolas de oro o ámbar de distintos diseños.
Los oficiales Qing llevaban además una medalla de rango cuadrado mandarín.

## Galería

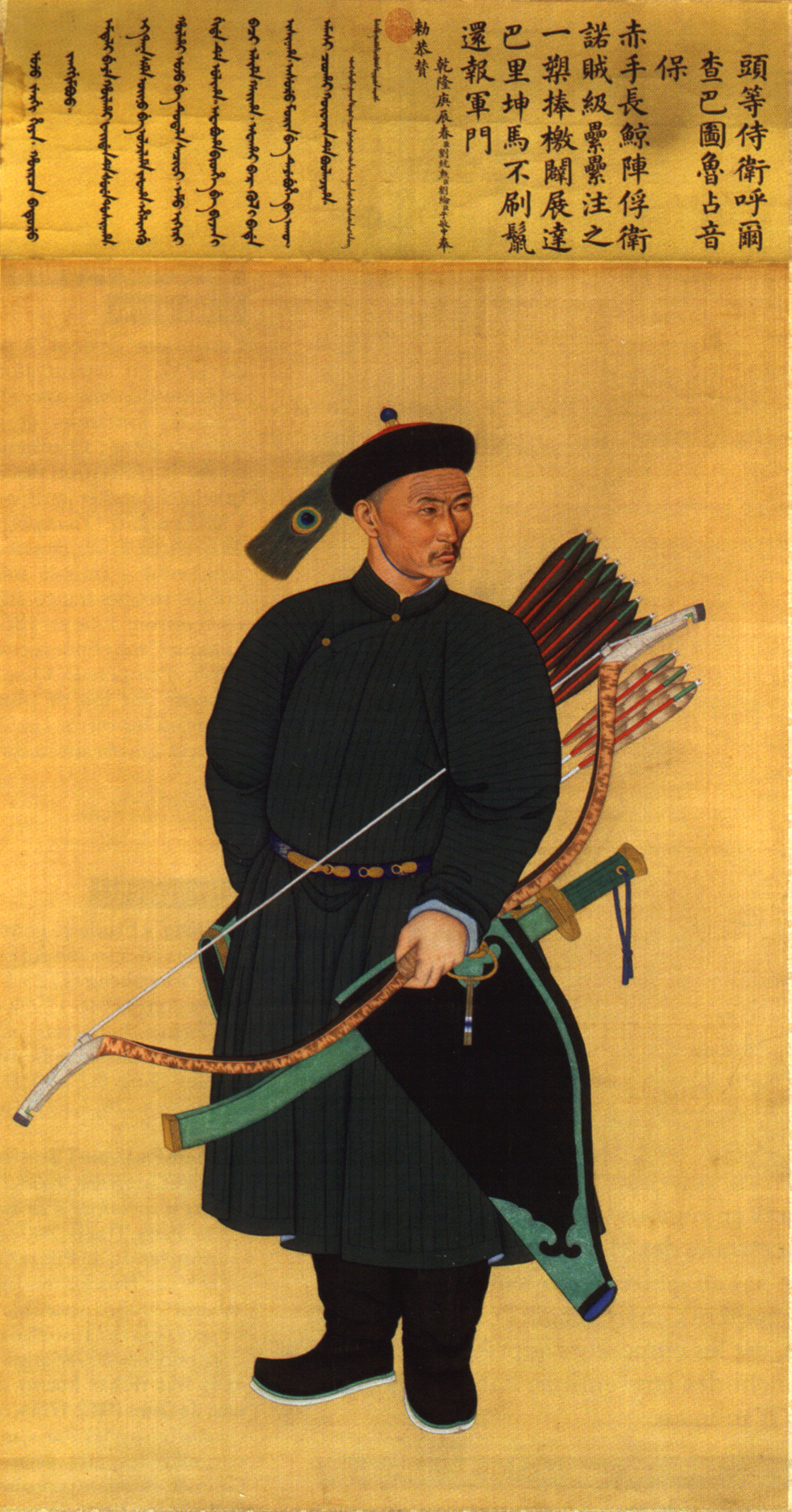
Guardaespaldas de primer rango, Baturu Zhanyinbao, equipado con un guanmao (de invierno).
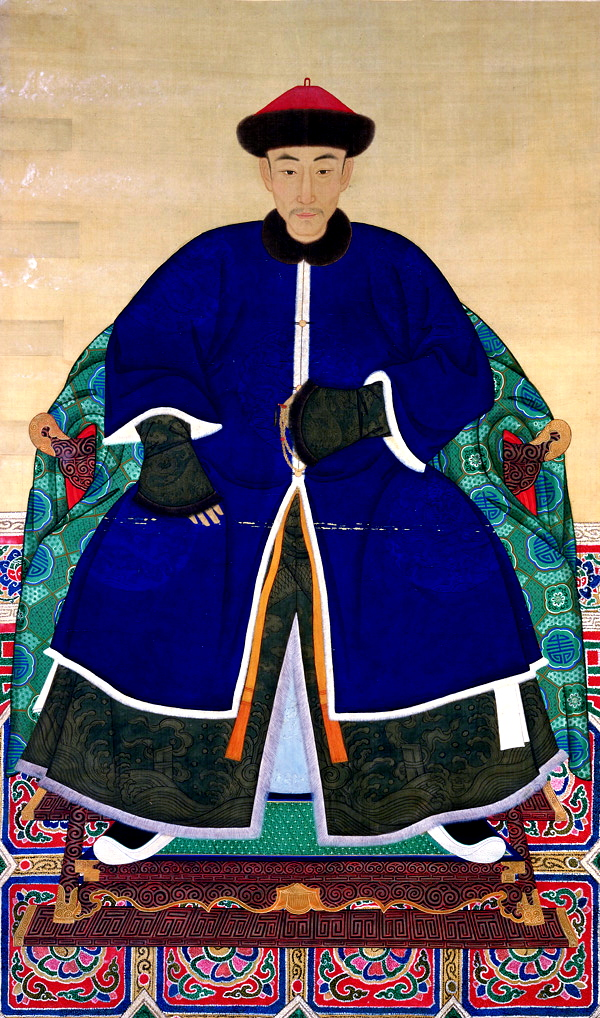
Retrato de príncipe Yin'e de la dinastía Qing, usando un guanmao (de invierno).
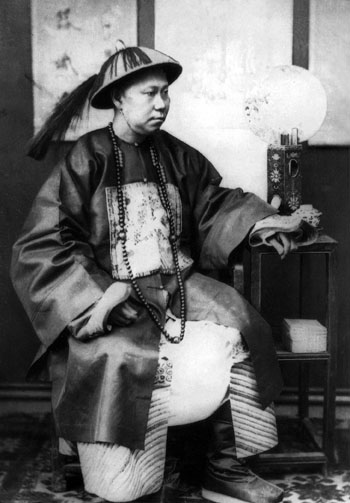
Shen Baozhen,  un oficial Qing, vistiendo un guanmao (de verano).